# Doriopsilla janaina
Doriopsilla janaina är en snäckart som beskrevs av Ernst Marcus 1967. Doriopsilla janaina ingår i släktet Doriopsilla och familjen Dendrodorididae. Inga underarter finns listade i Catalogue of Life.